# Aeroportul Passos
Aeroportul Passos (IATA: PSW, ICAO: SNOS) este un aeroport din Minas Gerais, Brazilia ce deservește zona Passos. Aeroportul a fost tranzitat în 2021 de 9 pasageri.
Situat la o altitudine de 822 m, aeroportul dispune de 1 pistă.

## Infrastructură

### Piste
Aeroportul dispune de o singură pistă. Pista 14/32 are suprafața de asfalt și dimensiunile 1.500 m × 30 m. 